# 新班代兰蒂斯
新班代兰蒂斯是巴西马托格罗索州的一个市镇。总面积9531.206平方公里，总人口12756人，人口密度1.3人/平方公里。